# Stuart Thompson
Stuart Robert Thompson (nacido el 15 de agosto de 1991) es un jugador de críquet irlandés. Fue uno de los once jugadores de cricket que jugó en el primer Test Cricket de Irlanda, contra Pakistán, en mayo de 2018. En diciembre de 2018, fue uno de los diecinueve jugadores a los que Cricket Ireland le otorgó un contrato central para la temporada 2019. Thompson ha representado a Irlanda en la categoría Sub-19, jugando cinco Jugadores de One Day International.

## Carrera internacional
El 8 de septiembre de 2013, Thompson hizo su debut en One Day International para Irlanda contra Escocia. El 19 de febrero de 2014 debutó en Twenty20 contra indias occidentales.
El 11 de mayo de 2018 debutó en Test Cricket contra Pakistán. En enero de 2019, fue nombrado en el equipo de Irlanda para su único 'Test Cricket' contra Afganistán en India.  En septiembre de 2019, fue nombrado en el equipo de Irlanda para el torneo clasificatorio para la Copa del Mundo ICC Twenty20 de 2019 en los Emiratos Árabes Unidos.
El 18 de julio de 2020, Thompson se agregó al equipo de gira de Irlanda para viajar a Inglaterra para comenzar a entrenar a puerta cerrada para la serie One Day International contra el equipo de cricket de Inglaterra.